# 馬驄 (成化進士)
馬驄（1435年—？），字伯良，廣東廣州府順德縣人，民籍。明朝政治人物。進士出身。

## 生平
廣東鄉試第二十九名。成化八年（1472年）壬辰科會試第二十六名，殿試登進士第三甲第一百四十二名。

## 家族
曾祖父馬愈隆。祖父馬稅子。父亲馬燧。